# Bothynus nyx
Bothynus nyx är en skalbaggsart som beskrevs av Brett C.Ratcliffe 2010. Bothynus nyx ingår i släktet Bothynus och familjen Dynastidae. Inga underarter finns listade.